# Psyllocarpus
Psyllocarpus là một chi thực vật có hoa trong họ Thiến thảo (Rubiaceae).

## Hình ảnh

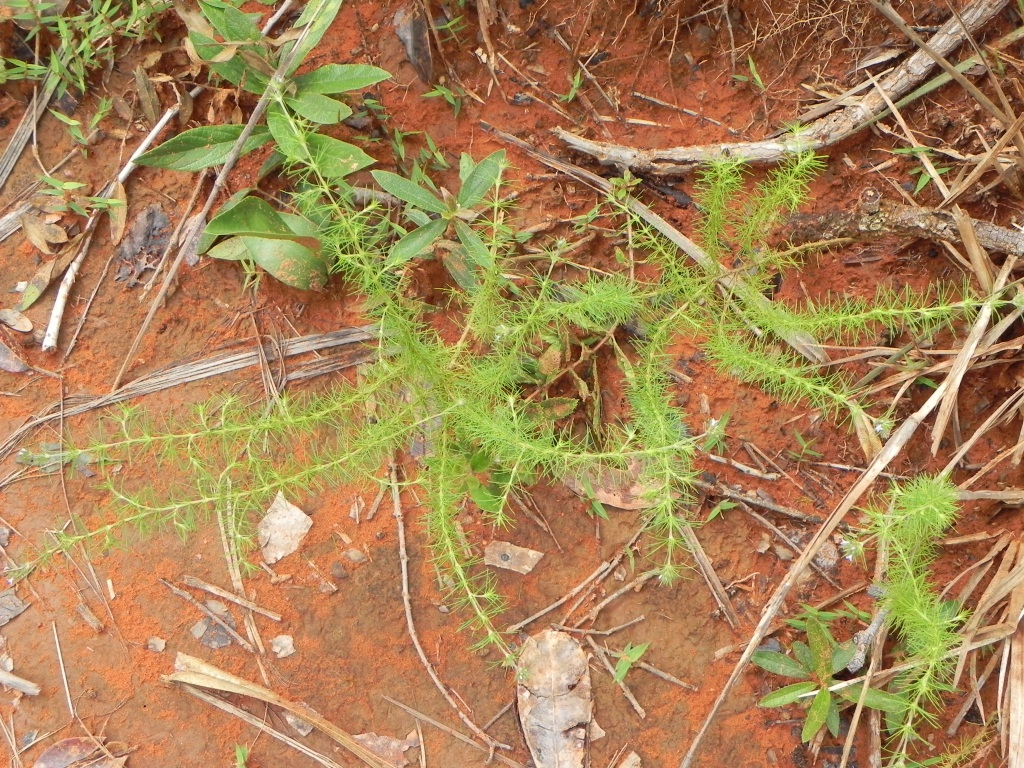
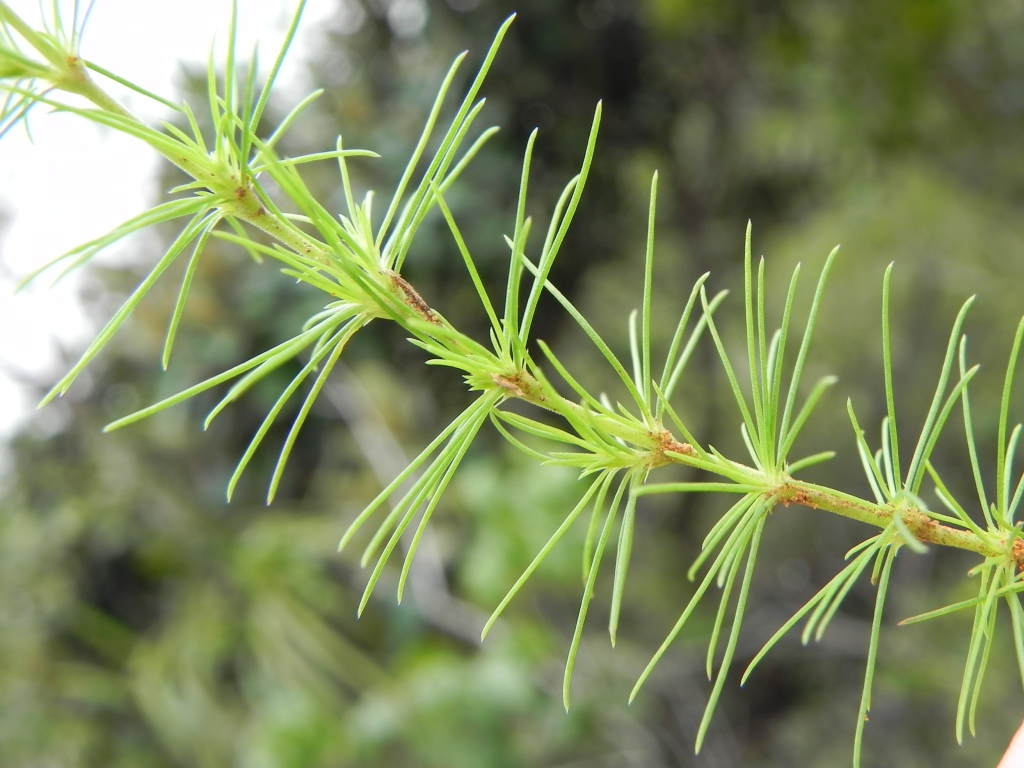
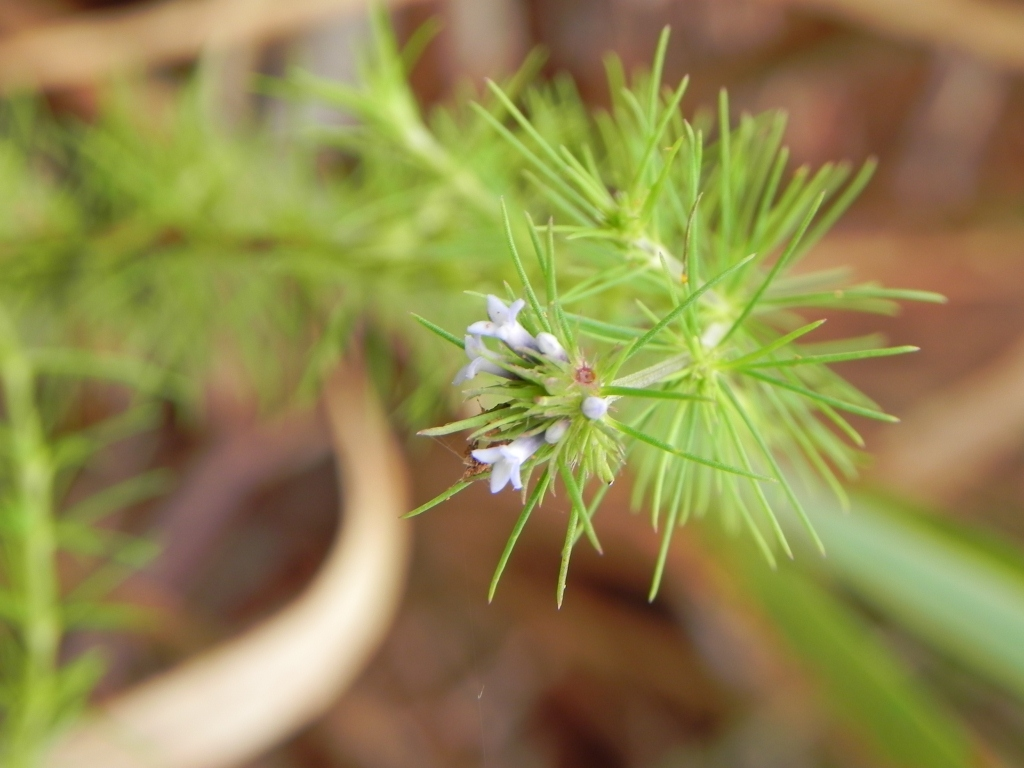

## Loài
Chi Psyllocarpus gồm các loài: